# Geneva (Russian Circles)
Geneva è il terzo album in studio del gruppo rock statunitense Russian Circles, pubblicato nel 2009.

## Tracce
1. Fathom – 4:55
2. Geneva – 5:49
3. Melee – 7:39
4. Hexed All – 4:29
5. Malko – 4:43
6. When the Mountain Comes to Muhammad – 8:00
7. Philos – 10:26